# Fischbrunnen (Timișoara)

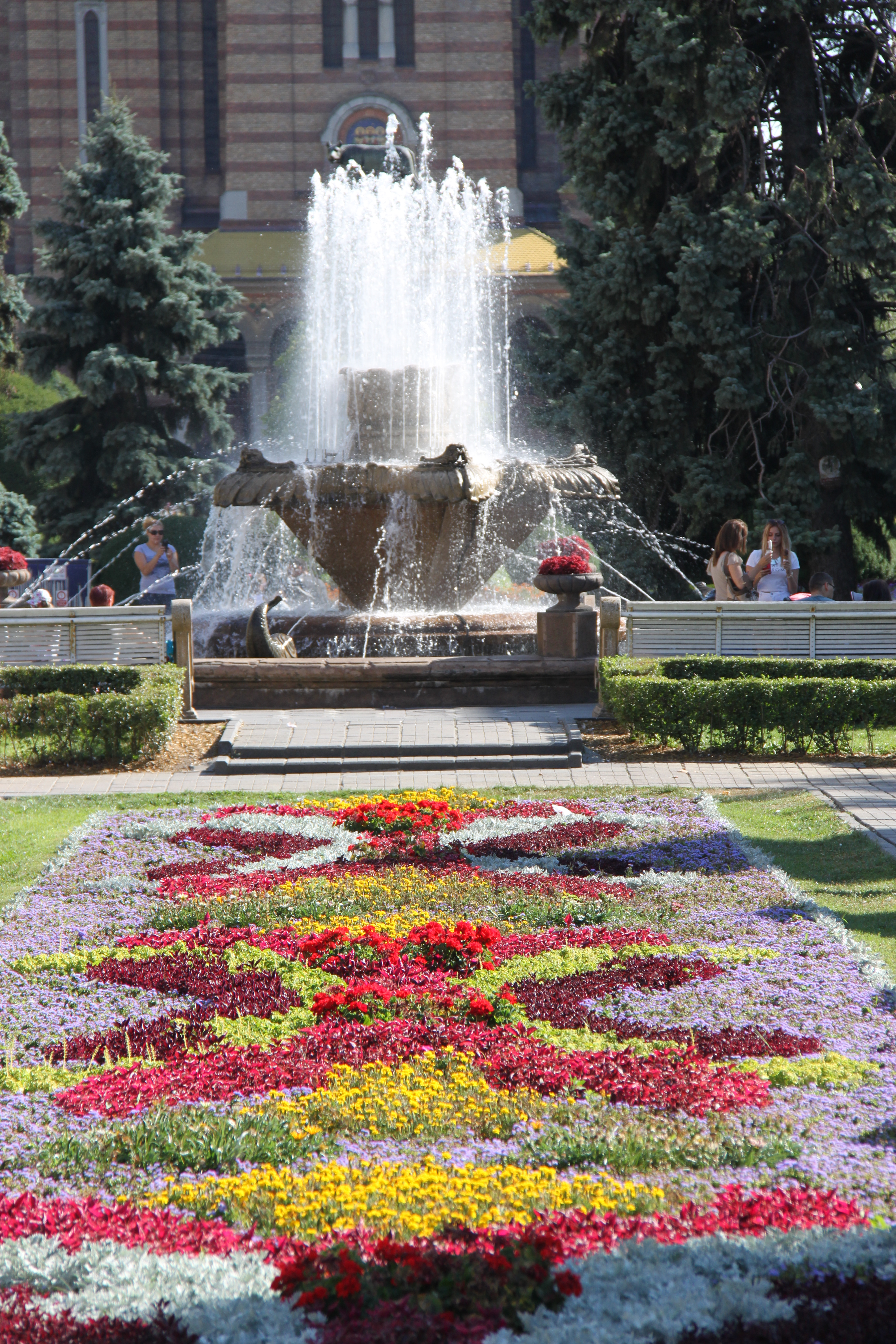
Fischbrunnen Timişoara, 2015

Fischbrunnen, Detailansicht, 2010

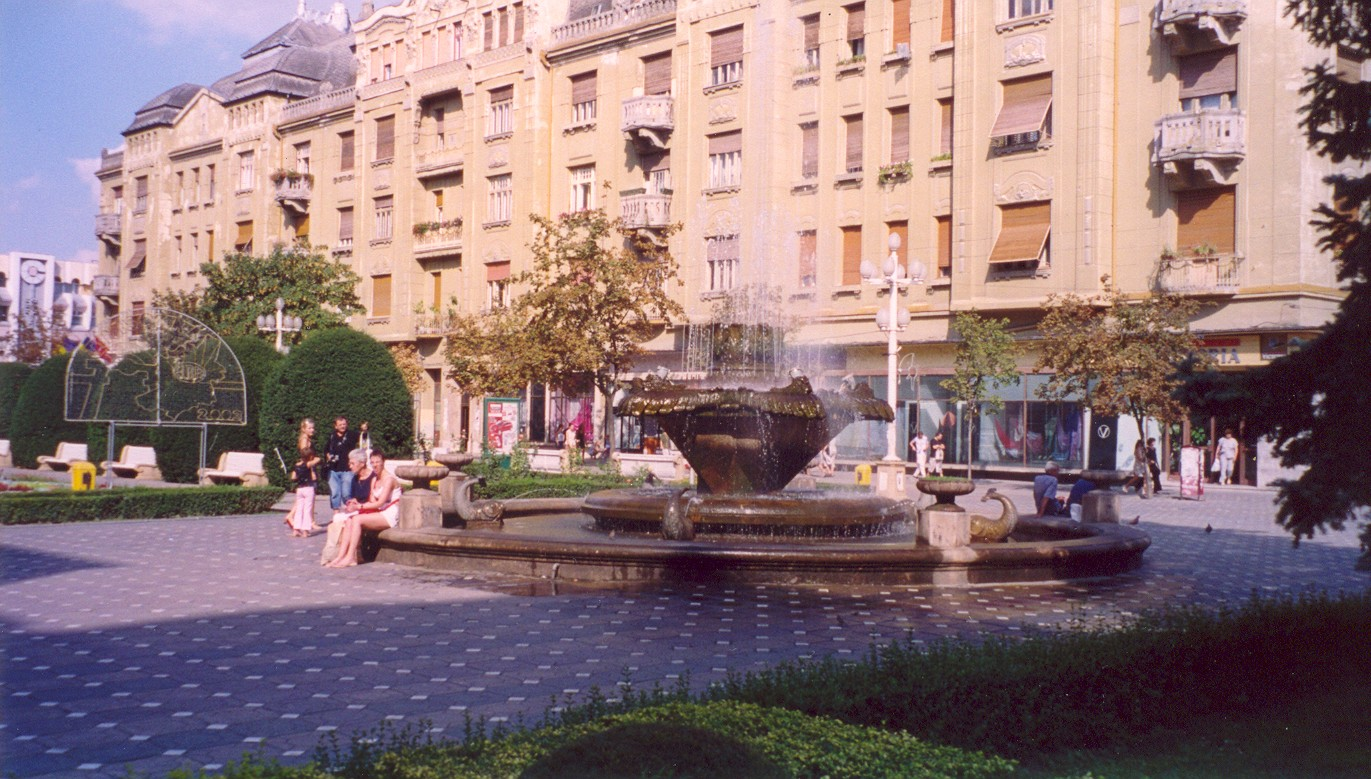
Fischbrunnen, 2003

Der Fischbrunnen (rumänisch Fântâna cu pești) ist ein artesischer Brunnen im I. Bezirk Cetate der westrumänischen Stadt Timișoara.

## Beschreibung
Der Fischbrunnen, zentral zwischen der Oper und der rumänisch-orthodoxen Kathedrale gelegen, wurde 1957 in der Mitte des heutigen Piața Victoriei errichtet. Der Brunnen ist aus Bronze gefertigt und hatte ursprünglich die Form eines fünfzackigen Sterns. Bei einer späteren Renovierung erhielt das Becken eine runde Form. 
In der Mitte befindet sich ein wasserspeiendes Kapitell, ergänzt durch die im Kreis angelegten und ebenfalls wasserspeienden Fische. Letztere gaben dem Brunnen seinen Namen. 

## Trivia
1969 drehte die Band Transsylvania Phoenix hier ihr Video zu dem Lied Totuși sunt ca voi.